# Drosophila haleakalae
Drosophila haleakalae är en tvåvingeart som beskrevs av Grimshaw 1901. Drosophila haleakalae ingår i släktet Drosophila och familjen daggflugor.
Artens utbredningsområde är Hawaii.